# Kingsbury (Nevada)
Kingsbury – jednostka osadnicza w Stanach Zjednoczonych, w stanie Nevada, w hrabstwie Douglas.